# デヴ・ゴア
デヴ・ゴア（Dev Gore、1997年7月31日 - ）は、アメリカのプロレーシングドライバー。

## 人物
ゴアは18歳でレースのキャリアを始めた。 2015年にカートに参戦後、DD2カテゴリーでフロリダウィンターツアーとロータックスグランドナショナルに参加した。 2016年に、彼はUS DD2NationalとUSOpen DD2に移り、チャンピオンになる。ゴアはロータックスグランドファイナルでチームUSAから出場した。
ゴアはベリットローズ・レーシングの卒業生でもある。
2021年に彼はロズベルグチームからDTMに出場する。彼は自分の車を「ヒックとドラゴン」（映画）から「歯のない」と呼んでいる。

## 経歴
ゴアは2017年にMAXSpeedDriver Advancement Programに参加し、Road to Indy 開発プログラムの一部であるU.S. F2000 ナショナルチャンピオンシップでデビュー。
2017年のクーパータイヤUSF2000を、合計36人のドライバーの中で総合順位で13位でフィニッシュ。同じカテゴリーをもう1年参戦する代わりに、彼は2018年にヨーロッパのモータースポーツに焦点を移し、ユーロフォーミュラオープンシリーズでカーリン・モータースポーツから出場した。
2019年の初めに、彼はカストロールトヨタレーシングシリーズの一員としてレースをする。2019年4月、ゴアはブランパン耐久カップでストラッカ・レーシングから参戦することが発表された。

## レース記録

### ブランパンGTシリーズ・耐久カップ
| 年     | チーム                 | 車両               | クラス | 1      | 2     | 3       | 4   | 5   | 順位 | ポイント |
| ------ | ---------------------- | ------------------ | ------ | ------ | ----- | ------- | --- | --- | ---- | -------- |
| 2019年 | ストラッカ・レーシング | メルセデスAMG・GT3 | Pro    | MNZ 22 | SIL 5 | LEC Ret | SPA | CAT | 23位 | 10       |

(key)

### ドイツツーリングカー選手権
| 年     | チーム             | 使用車両             | 1         | 2        | 3        | 4        | 5        | 6        | 7     | 8     | 9         | 10        | 11        | 12       | 13       | 14       | 15       | 16       | 順位 | ポイント |
| ------ | ------------------ | -------------------- | --------- | -------- | -------- | -------- | -------- | -------- | ----- | ----- | --------- | --------- | --------- | -------- | -------- | -------- | -------- | -------- | ---- | -------- |
| 2021年 | チーム・ロズベルグ | アウディ・R8 LMS Evo | MNZ 1 Ret | MNZ 2 14 | LAU 1 12 | LAU 2 17 | ZOL 1 14 | ZOL 2 15 | NÜR 1 | NÜR 2 | RBR 1 Ret | RBR 2 Ret | ASS 1 DNS | ASS 2 17 | HOC 1 16 | HOC 2 17 | NOR 1 16 | NOR 2 14 | 22位 | 0        |

(key)